# Ерин Моргънстърн
Ерин Моргънстърн (на английски: Erin Morgenstern) е американска художничка, илюстраторка и писателка на произведения в жанра фентъзи.

## Биография и творчество
Ерин Джойс Моргънстърн е родена на 8 юли 1978 г. в Маршфийлд, Масачузетс, САЩ, в семейство на счетоводител и начална учителка. Има по-малка сестра.
Завършва Колежа „Смит“ с бакалавърска степен по специалност театрално и сценично изкуство. Учи драматургично писане в колежа, но няма амбиции за писателска кариера. След дипломирането си работи в театъра в Сейлъм и Бостън.
През 2006 г. се омъжва за Питър Канизиус, инженер-химик, но през 2013 г. се развежда след дълъг и тежък съдебен процес.
Започва да пише сериозно през 2003 г. чрез онлайн инициативата „Национален месец за писане на роман“ (NaNoWriMo), която се провежда от 1999 г., и в която участниците трябва да напишат 50 000 думи от роман за месец. Първите ѝ участия са неуспешни, но през 2009 г. успява. Преди това има над 30 отхвърляния от литературни агенти и 5 години преди ръкописът ѝ да бъде приет.
Фентъзи романът ѝ „Нощният цирк“ е публикуван през 2011 г. Той бързо става бестселър в списъка на „Ню Йорк Таймс“ и е издаден в над 30 страни. Удостоен е с наградата „Локус“ за най-добър първи роман, и награда „Алекс“ на Американската библиотечна асоциация.
През 2014 г. е издаден сборникът ѝ „Flax-Golden Tales“ с 261 разказа от по 10 изречения по снимки от Кери Фарел.
Ерин Моргънстърн живее от 2012 г. със семейството си в Манхатън.

## Произведения

### Самостоятелни романи
- The Night Circus (2011) – награда „Локус“ за най-добър първи роман
Нощният цирк, изд.: ИК „Ентусиаст“, София (2012), прев. Мария Чайлд
- The Starless Sea (2019)

### Сборници
- Flax-Golden Tales (2014)